# Цветелина Николова
Цветелина Николова (нар. 1 серпня 1971) — колишня болгарська тенісистка.
Здобула 4 парні титули туру ITF.
Завершила кар'єру 1993 року.

## Фінали ITF

### Парний розряд: 4 (4 перемоги)
| Легенда          |
| ---------------- |
| турніри $100,000 |
| турніри $75,000  |
| турніри $50,000  |
| турніри $25,000  |
| турніри $10,000  |

| Фінали за покриттям |
| ------------------- |
| Тверде (0–0)        |
| Ґрунт (4–0)         |
| Трава (0–0)         |
| Килим (0–0)         |

| Результат | W–L | Дата     | Турнір                  | Рівень | Покриття | Партнерка           | Суперниці                           | Рахунок       |
| --------- | --- | -------- | ----------------------- | ------ | -------- | ------------------- | ----------------------------------- | ------------- |
| Перемога  | 1–0 | Чер 1992 | ITF Ковілян, Португалія | 10,000 | Ґрунт    | Галя Ангелова       | Хара Хіроко Галина Місюрьова        | 7–5, 7–5      |
| Перемога  | 2–0 | Чер 1992 | ITF Авейру, Португалія  | 10,000 | Тверде   | Галя Ангелова       | Сесіль Доре Хемма Махін             | 4–6, 6–3, 6–4 |
| Перемога  | 3–0 | Вер 1992 | ITF Бургас, Болгарія    | 10,000 | Ґрунт    | Галя Ангелова       | Светлана Кривенчева Олена Лиховцева | 3–6, 6–4, 6–3 |
| Перемога  | 4–0 | Чер 1993 | ITF Пловдив, Болгарія   | 10,000 | Ґрунт    | Антоанета Пандєрова | Галя Ангелова Теодора Недева        | 6–3, 6–3      |